# Tatsuya Murasa
Tatsuya Murasa (村佐達也?, Murasa Tatsuya; Kariya, 27 marzo 2007) è un nuotatore giapponese, specializzato nello stile libero.

## Biografia
Alle Olimpiadi di Parigi 2024 ha gareggiato nella staffetta 4x200 m stile libero, chiusa in settima posizione. Nel 2025 prende parte ai mondiali di Singapore, dove arriva terzo nella finale dei 200 metri stile libero con il tempo di 1'44"54, nuovo record nazionale giapponese.

## Palmarès
- Mondiali

Singapore 2025: bronzo nei 200m sl.